# Авербух Ілля Ізяславич
Ілля Ізяславич Авербух (18 грудня 1973, Москва) — радянський і російський фігурист (танці на льоду). Заслужений майстер спорту Росії. Нагороджений орденом Дружби (2003). По закінченні спортивної кар'єри — підприємець, продюсер власного льодового шоу, хореограф у фігурному катанні.
В парі з Іриною Лобачовою: срібний призер Олімпійських ігор в Солт-Лейк-Сіті, чемпіон світу 2002 року, чемпіон Європи 2003 року, переможець фіналу чемпіонської серії ГРАН-ПРІ 2003, чемпіон Росії (1997, 2000—2002).
В парі з Мариною Анісіною — дворазовий чемпіон світу серед юніорів (1990 і 1992 рік).
Закінчив Московську державну академію фізичної культури.
Був факелоносцем російської команди на зимових Олімпійських іграх 2014 року.
Фігурант бази даних центру «Миротворець» (свідоме багаторазове порушення Державного кордону України — незаконна комерційна діяльність в окупованому РФ Криму).

## Біографія

### Спортивна кар'єра
Першим тренером Авербуха була Жанна Громова, а згодом — Наталія Лінічук і Геннадій Карпоносов. Ілля Авербух в парі з Мариною Анісіною став дворазовим чемпіоном світу серед юніорів (у 1990 та 1992 роках), але потім закохався в Ірину Лобачову, яка каталася з ним в одній групі, але з іншим партнером. Вони почали кататися разом в 1992 році і одружилися у 1995 році. У 1995 році вони переїхали в США, де жили і тренувалися аж до Олімпіади 2002 року. У 1998 році вдало дебютували на зимових Олімпійських іграх. У сезоні 2001—2002 пара пропустила всі етапи серії Гран-прі з причини травми коліна Ірини, яку вона отримала під час тренувань у вересні 2001 року.
У лютому 2002 року пара виборола срібні медалі на Олімпійських іграх в Солт-Лейк-Сіті (США), а також виграла чемпіонат світу.
Пара залишилася в аматорському спорті ще на один сезон, виграла чемпіонат Європи і стала другою на чемпіонаті світу.

### Після спорту

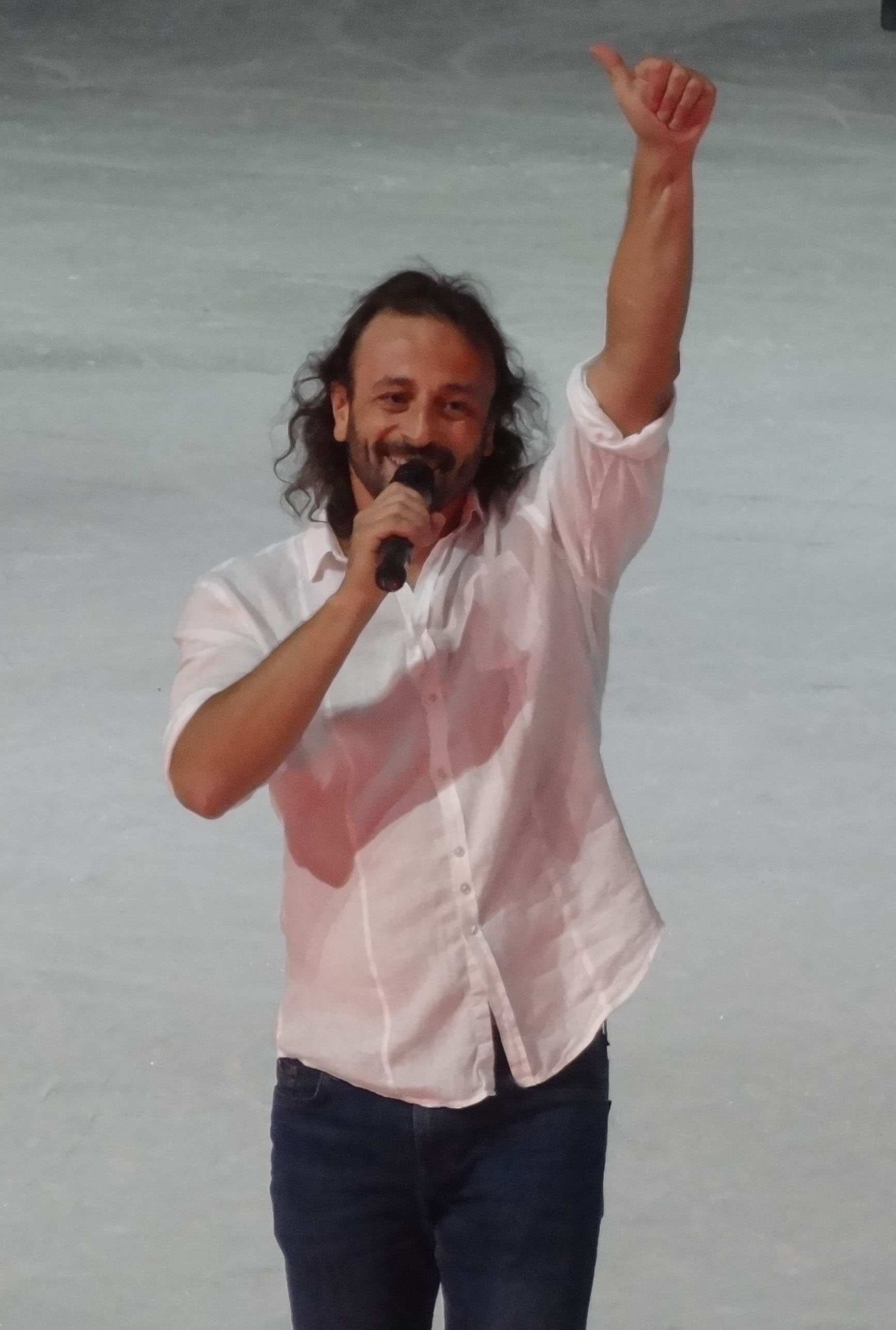
Льодова вистава «Вогні великого міста»

Закінчивши любительську кар'єру, Лобачова і Авербух вирішили не виступати в професійних шоу на Заході. Вони повернулися в Росію.
У 2004 році організував власне шоу на льоду — проєкт «Льодова Симфонія» — театралізовані льодові вистави за участю зірок світового фігурного катання, олімпійських чемпіонів, чемпіонів світу і Європи. Компанія займалася організацією таких заходів, як шоу-тур «Росія чекає», «Італійський карнавал», ювілейне шоу Олександра Горшкова «І вічно музика звучить…» в 2006 році, ювілейне шоу, присвячене 60-річчю Тетяни Тарасової в 2007 році.
Є засновником і керівником низки комерційних компаній, що займаються видовищно-розважальної діяльністю та діяльністю у галузі спорту.
Компанія «Льодова симфонія» у співпраці з Першим каналом представила глядачам шоу, в яких Авербух виступив як режисер, постановник та хореограф продюсер:
- 2004 — Льодове Шоу «Разом і Назавжди»
- 2005 — Льодове Шоу «Сходження»
- 2006 — «Зірки на льоду»
- 2006 — Ювілейне шоу Олександра Горшкова «І вічно музика звучить…»
- 2006 — Шоу «Росія чекає»
- 2006 — Дитячий Льодовий спектакль «Поки Годинник 12 Б'є»
- 2007 — Телепроєкт «Льодовиковий період»
- 2007 — Льодове Шоу «Спляча красуня»
- 2007 — Льодове Шоу в Сінгапурі
- 2007 — Всеросійська премія «Кришталевий Лід»
- 2007 — Ювілейне шоу «Тетяна Тарасова та її учні»
- 2007 — Шоу Двох Столиць Москва і Санкт Петербург
- 2008 —Телепроєкт «Льодовиковий період-2»
- 2008 — Всеросійська премія «Кришталевий Лід»
- 2009 — Телепроєкт «Льодовиковий період: Глобальне потепління»
- 2009 — Всеросійська премія «Кришталевий Лід»
- 2009 — Ювілейне шоу «Великі перемоги Ірини Родніної»
- 2010 — Льодова Вистава «Вогні великого Міста»
- 2010 —Телепроєкт «Лід і полум'я»
- 2010 — Всеросійська премія «Кришталевий Лід»
- 2011 — Телепроєкт «Болеро»
- 2011 — Ювілейне шоу «Тріумф Тамари Москвіної»
- 2012 — Дитячий Льодовий спектакль «Таємниці острова скарбів»
- 2012 — Телепроєкт «Льодовиковий період: Кубок професіоналів»
- 2013 — Дитячий Льодовий спектакль «Морозко»
- 2013 — Телепроєкт «Льодовиковий період: Новий сезон»
- 2013 — Гастрольний Тур «Серця Чотирьох»
- 2013 — Гала-Шоу «Рік до Ігор Сочі 2014»
- 2014 — Дитячий Льодовий спектакль «Мама»
- 2014 — Церемонія Відкриття Олімпійських Ігор Сочі 2014, блок «Космос»
- 2015 — Дитячий Льодовий спектакль «Карлсон»
- 2015 — Телепроєкт «Танцюй»
- 2015 — Льодовий спектакль «Кармен»[4]
- 2016 — «Легенди спорту» Гімнастичне Шоу
- 2016 — Телепроєкт «Льодовиковий період: Новий сезон»
- 2016 — Дитячий Льодовий спектакль «Нові Бременські Музиканти»
- 2016 — Драйв-шоу Іллі Авербуха «Буратіно» у парку «УРБАНтіно»
- 2016 — Відкриття Чемпіонату Світу з Хокею в Москві
- 2016 — Відкриття Чемпіонату Світу з Хокею з м'ячем в Ульяновську
- 2017 — Дитячий Льодовий спектакль «Лускунчик і Мишачий Король»[5]
- 2017 — Ювілейне шоу Тетяни Тарасової «ТАРАСОВА 7.0»
- 2017 — Драматичний спектакль на льоду «Ромео і Джульєтта»[6]
- 2017 — Церемонія Відкриття Фестивалю Національних Видів Спорту в Ульяновську
- 2018 — Дитячий Льодовий спектакль «Аліса в Країні Чудес»[7]
- 2018 — Баскетбольне шоу «Гомельський 90»

У 2010 році відбулася прем'єра першого оригінального Російського мюзиклу на льоду «Вогні великого міста», в постановці гастролі якого відбулися у літній олімпійській столиці Лондон 2012, 2013 відбулося гала-шоу «Рік до Ігор Сочі 2014», в 2014 було довірено створення одного з блоків Церемонії Відкриття XXII Зимових Олімпійських, в 2015 в Сочі в ЛД «Айсберг» глядачам був представлений льодовий спектакль «Кармен», після якого режисер розпочав роботу над новим масштабним проєктом драматичним спектаклем на льоду «Ромео і Джульєтта» прем'єра якого відбулася в липні 2017 року в Сочі.
У ході президентських виборів 2018 року був довіреною особою Володимира Путіна.
З 1 квітня по травень 2018 року — продюсер, член журі і тренер команди телевізійного проєкту «Льодовиковий період. Діти» на Першому каналі.

### Особисте життя
Батьки — інженер і підприємець Ізяслав Наумович Авербух (нар. 1947) і мікробіолог, педагог Юлія Марківна Бурдо (нар. 1949). Брат, Данило Авербух (нар. 1990), чемпіон Європи з фехтування (рапіра) серед кадетів.
З 1995 по 2007 рік був одружений з Іриною Лобачовою. Син — Мартін (нар. у 2004 році) після розлучення батьків проживає з батьком.

## Фільмографія

### Ролі в кіно
- 2004 — Час жорстоких — Ілля Гаврилов, журналіст
- 2005 — Ніч в стилі Disco — юнак на льоду
- 2008 — Жаркий лід — Грає самого себе
- 2012 — Після школи — Водій Іллі Авербуха

## Нагороди та премії

### Державні нагороди
- Кавалер ордена Дружби (2003 рік) — за великий внесок у розвиток фізичної культури і спорту, високі спортивні досягнення на Іграх XIX Олімпіади 2002 року в Солт-Лейк-Сіті.

### Громадські нагороди
- Лауреат національної премії «Росіянин року» (2008 рік)[10].
- Лауреат національної телевізійної премії ТЕФІ-2008 за вищі досягнення в галузі телевізійних мистецтв (заснована фондом «Академія Російського Телебачення») з проєктом «Льодовиковий період» у номінації «Розважальна програма: гра» (2008 рік)[11].
- «Людина року» за версією журналу "GQ (2007)
- Лауреат Премії Олега Янковського «Творче відкриття» (2015)
- Член Міжнародного єврейського спортивного залу слави(2015)

## Спортивні досягнення
(з Іриною Лобачовою)
| Змагання/Сезон          | 1993-1994 | 1994-1995 | 1995-1996 | 1996-1997 | 1997-1998 | 1998-1999 | 1999-2000 | 2000-2001 | 2001-2002 | 2002-2003 |
| ----------------------- | --------- | --------- | --------- | --------- | --------- | --------- | --------- | --------- | --------- | --------- |
| Зимові Олімпійські ігри |           |           |           |           | 5         |           |           |           | 2         |           |
| Чемпіонати світу        | 13        | 15        | 6         | 7         | 4         | 4         | 4         | 3         | 1         | 2         |
| Чемпіонати Європи       |           | 9         | 5         | 5         | 4         | 3         | 4         | 3         | 3         | 1         |
| Чемпіонати Росії        | 2         | 3         | 3         | 1         | 2         | 2         | 1         | 1         | 1         |           |
| Фінали Гран-Прі         |           |           |           | 5         | 4         | 3         | 4         | 2         |           | 1         |
| Skate America           |           |           | 2         | 2         | 2         | 2         | 2         |           |           |           |
| Skate Canada            |           |           | 4         |           | 3         |           |           |           |           |           |
| Nations Cup             |           |           | 3         | 4         |           |           |           |           |           |           |
| Trophee Lalique         | 1         |           |           |           |           |           |           | 2         |           |           |
| Cup of Russia           |           |           | 2         | 2         | 2         |           |           | 2         |           | 1         |
| NHK Trophy              |           | 8         |           |           |           | 2         | 2         |           |           | 1         |
| Ігри доброї волі        | 2         |           |           |           | 2         |           |           |           |           |           |

(з Анісіною)
| Змагання                       | 1989-1990 | 1990-1991 | 1991-1992 |
| ------------------------------ | --------- | --------- | --------- |
| Чемпіонати світу серед юніорів | 1         | 4         | 1         |